# 糙羽川木香
糙羽川木香（学名：Dolomiaea scabrida）为菊科川木香属的植物，为中国的特有植物。分布在中国大陆的西藏等地，生长于海拔4,400米至4,500米的地区，多生长在河边石地及山谷，目前尚未由人工引种栽培。

## 异名
- Vladimiria scabrida Shih et S. Y. Jin